# Bad Bibra
Bad Bibra település Németországban, azon belül Szász-Anhalt tartományban. Lakosainak száma 2602 fő (2023. december 31.). Bad Bibra Laucha an der Unstrut, Kaiserpfalz és An der Poststraße községekkel határos.

## Népesség
A település népességének változása:
| Lakosok száma | 2783 | 2769 | 2718 | 2644 | 2635 | 2602 |
|               | 2015 | 2017 | 2019 | 2021 | 2022 | 2023 |